# Manchester United F.C. mùa bóng 1915–16
‘’’Mùa giải 1915-1916’’’ sẽ là mùa giải thứ 24 của Manchester United ở Liên đoàn bóng đá và thứ chín trong giải hạng nhất.
Với sự khởi đầu của Chiến tranh thế giới thứ nhất, tất cả các hoạt động bóng đá ở Liên đoàn bóng đá đã bị hủy bỏ. Tại nơi đó hình thành những cuộc chiến Liên đoàn, dựa trên dòng địa lý chứ không phải dựa trên vị trí giải đấu trước đó. Manchester United đã tranh giải Bộ phận Lancashire trong giải đấu chính và Khu phía Nam của Bộ phận Lancashire trong giải đấu phụ. Tuy nhiên, không ai trong số này được coi là cuộc thi bóng đá, và do đó hồ sơ của họ không được công nhận bởi Liên đoàn bóng đá.

## Giải đấu chính Bộ phận Lancashire
| Thời gian               | Đối thủ           | H/A | Tỷ số Bt-Bb | Cầu thủ ghi bàn                   | Số lượng khán giả |
| ----------------------- | ----------------- | --- | ----------- | --------------------------------- | ----------------- |
| ngày 4 tháng 9 năm 1915 | Oldham Athletic   | A   | 2 – 3       | Halligan, Wilson                  |                   |
| 11 tháng 9 năm 1915     | Everton           | H   | 2 – 4       | Wilson (2)                        |                   |
| 18 tháng 9 năm 1915     | Bolton Wanderers  | A   | 5 – 3       | West (2), Woodcock (2), A. Davies |                   |
| 25 tháng 9 năm 1915     | Manchester City   | H   | 1 – 1       | Halligan                          |                   |
| 2 tháng 10 năm 1915     | Stoke             | A   | 0 – 0       |                                   |                   |
| 9 tháng 10 năm 1915     | Burnley           | H   | 3 – 7       | D. Davies, Wilson, Woodcock       |                   |
| 16 tháng 10 năm 1915    | Preston North End | A   | 0 – 0       |                                   |                   |
| 23 tháng 10 năm 1915    | Stockport County  | H   | 3 – 0       | Halligan, Hughes, Woodcock        |                   |
| 30 tháng 10 năm 1915    | Liverpool         | A   | 2 – 0       | West, Wilson                      |                   |
| 6 tháng 11 năm 1915     | Bury              | H   | 1 – 1       | Woodcock                          |                   |
| 13 tháng 11 năm 1915    | Rochdale          | H   | 2 – 0       | A. Davies, Gipps                  |                   |
| 20 tháng 11 năm 1915    | Blackpool         | A   | 1 – 5       | Woodcock                          |                   |
| 27 tháng 11 năm 1915    | Southport Central | H   | 0 – 0       |                                   |                   |
| 4 tháng 12 năm 1915     | Oldham Athletic   | H   | 2 – 0       | Anderson, Halligan                |                   |
| 11 tháng 12 năm 1915    | Everton           | A   | 0 – 2       |                                   |                   |
| 18 tháng 12 năm 1915    | Bolton Wanderers  | H   | 1 – 0       | Bracegirdle                       |                   |
| 25 tháng 12 năm 1915    | Manchester City   | A   | 1 – 2       | Halligan                          |                   |
| 1 tháng 1 năm 1916      | Stoke             | H   | 1 – 2       | Woodcock                          |                   |
| 8 tháng 1 năm 1916      | Burnley           | A   | 4 – 7       | Travis (4)                        |                   |
| 15 tháng 1 năm 1916     | Preston North End | H   | 4 – 0       | Woodcock (2), Hughes, Halligan    |                   |
| 22 tháng 1 năm 1916     | Stockport County  | A   | 1 – 3       | Woodcock                          |                   |
| 29 tháng 1 năm 1916     | Liverpool         | H   | 1 – 1       | Cookson                           |                   |
| 5 tháng 2 năm 1916      | Bury              | A   | 1 – 2       | Travis                            |                   |
| 12 tháng 2 năm 1916     | Rochdale          | A   | 2 – 2       | Halligan, Woodcock                |                   |
| 19 tháng 2 năm 1916     | Blackpool         | H   | 1 – 1       | Woodcock                          |                   |
| 26 tháng 2 năm 1916     | Southport Central | A   | 0 – 5       |                                   |                   |

| #  | Câu lạc bộ        | Tr | T  | H | B  | Bt | Bb | Hs  | Điểm |
| -- | ----------------- | -- | -- | - | -- | -- | -- | --- | ---- |
| 10 | Bury              | 26 | 10 | 3 | 13 | 46 | 52 | –6  | 23   |
| 11 | Manchester United | 26 | 7  | 8 | 11 | 41 | 51 | –10 | 22   |
| 12 | Bolton Wanderers  | 26 | 9  | 3 | 14 | 48 | 65 | –7  | 21   |

## Giải đấu phụ Bộ phận Lancashire khu vực phía Nam
| Thời gian           | Đối thủ          | H/A | Tỷ số Bt-Bb | Cầu thủ ghi bàn              | Số lượng khán giả |
| ------------------- | ---------------- | --- | ----------- | ---------------------------- | ----------------- |
| 4 tháng 3 năm 1916  | Everton          | H   | 0 – 2       |                              |                   |
| 11 tháng 3 năm 1916 | Oldham Athletic  | A   | 0 – 1       |                              |                   |
| 18 tháng 3 năm 1916 | Liverpool        | H   | 0 – 0       |                              |                   |
| 25 tháng 3 năm 1916 | Manchester City  | H   | 0 – 2       |                              |                   |
| 1 tháng 4 năm 1916  | Stockport County | A   | 3 – 5       | Campey (2), Winterburn       |                   |
| 8 tháng 4 năm 1916  | Everton          | A   | 1 – 3       | Forster                      |                   |
| 15 tháng 4 năm 1916 | Oldham Athletic  | H   | 3 – 0       | Crossley, Halligan, Knowles  |                   |
| 21 tháng 4 năm 1916 | Stockport County | H   | 3 – 2       | Crossley, Halligan, Woodcock |                   |
| 22 tháng 4 năm 1916 | Liverpool        | A   | 1 – 7       | Woodcock                     |                   |
| 29 tháng 4 năm 1916 | Manchester City  | A   | 1 – 2       | Crossley                     |                   |

| # | Câu lạc bộ        | Tr | T | H | B | Bt | Bb | Hs  | Điểm |
| - | ----------------- | -- | - | - | - | -- | -- | --- | ---- |
| 4 | Oldham Athletic   | 10 | 4 | 2 | 4 | 17 | 21 | -5  | 10   |
| 5 | Stockport County  | 10 | 4 | 1 | 5 | 19 | 18 | +1  | 9    |
| 6 | Manchester United | 10 | 2 | 1 | 7 | 12 | 24 | –12 | 5    |